# Liste der Kirchengebäude im Bistum Passau

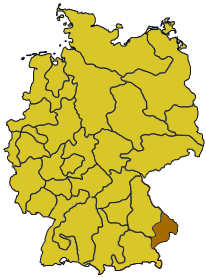
Bistum Passau.

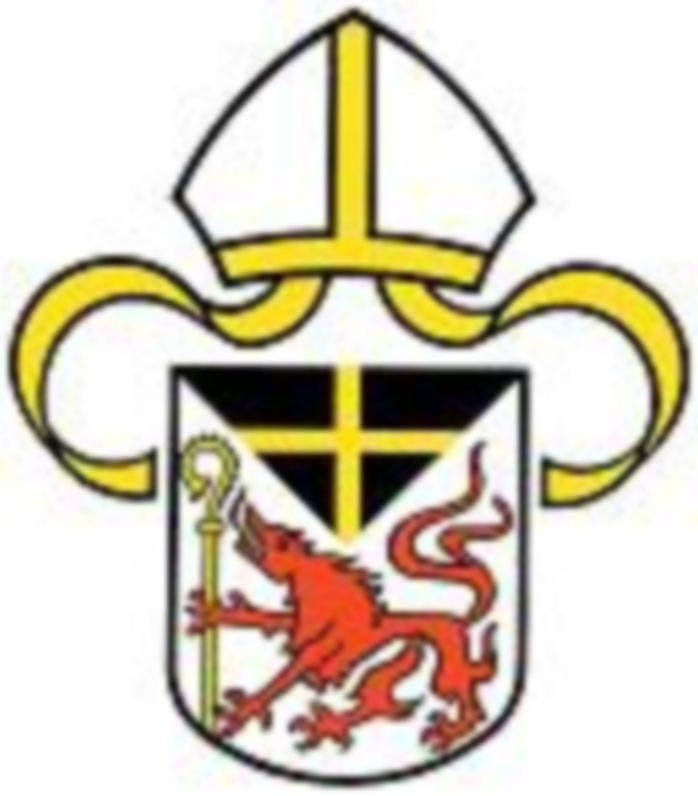
Wappen des Bistums

Die Liste der Kirchengebäude im Bistum Passau ist nach Dekanaten untergliedert.

## Liste
- Liste der Kirchengebäude im Dekanat Altötting
- Liste der Kirchengebäude im Dekanat Freyung-Grafenau
- Liste der Kirchengebäude im Dekanat Hauzenberg
- Liste der Kirchengebäude im Dekanat Osterhofen
- Liste der Kirchengebäude im Dekanat Passau
- Liste der Kirchengebäude im Dekanat Pfarrkirchen
- Liste der Kirchengebäude im Dekanat Pocking
- Liste der Kirchengebäude im Dekanat Regen
- Liste der Kirchengebäude im Dekanat Simbach
- Liste der Kirchengebäude im Dekanat Vilshofen